# Je mama ziet je graag
Je mama ziet je graag is de tweede single van het album Kusjes van de meidengroep K3. De single kwam uit in 2008.
Op de B-kant staat het liedje Prinses, dat de titelsong van de film K3 en de kattenprins is.
De single stond vier weken in de Nederlandse Single Top 100 en bereikte plaats 49 als hoogste positie. In België stond de single twee weken in de Ultratop 50, waarin hij plaats 38 bereikte.

## Tracklist
1. Je mama ziet je graag (Valentijnsmix) (2:49)
2. Prinses (3:01)

## Hitnotering
Nederlandse Single Top 100
| Je mama ziet je graag in de Single Top 100 - binnen: 01-03-2008/Laatste notering 22-03-2008 | Je mama ziet je graag in de Single Top 100 - binnen: 01-03-2008/Laatste notering 22-03-2008 | Je mama ziet je graag in de Single Top 100 - binnen: 01-03-2008/Laatste notering 22-03-2008 | Je mama ziet je graag in de Single Top 100 - binnen: 01-03-2008/Laatste notering 22-03-2008 | Je mama ziet je graag in de Single Top 100 - binnen: 01-03-2008/Laatste notering 22-03-2008 | Je mama ziet je graag in de Single Top 100 - binnen: 01-03-2008/Laatste notering 22-03-2008 |
| Week                                                                                        | 1                                                                                           | 2                                                                                           | 3                                                                                           | 4                                                                                           |                                                                                             |
| ------------------------------------------------------------------------------------------- | ------------------------------------------------------------------------------------------- | ------------------------------------------------------------------------------------------- | ------------------------------------------------------------------------------------------- | ------------------------------------------------------------------------------------------- | ------------------------------------------------------------------------------------------- |
| Nummer                                                                                      | 73                                                                                          | 49                                                                                          | 65                                                                                          | 81                                                                                          | uit                                                                                         |

Vlaamse Ultratop 50
| Je mama ziet je graag in de Ultratop 50 - binnen: 08-03-2008/Laatste notering 22-03-2008 | Je mama ziet je graag in de Ultratop 50 - binnen: 08-03-2008/Laatste notering 22-03-2008 | Je mama ziet je graag in de Ultratop 50 - binnen: 08-03-2008/Laatste notering 22-03-2008 | Je mama ziet je graag in de Ultratop 50 - binnen: 08-03-2008/Laatste notering 22-03-2008 |
| Week                                                                                     | 1                                                                                        | 2                                                                                        |                                                                                          |
| ---------------------------------------------------------------------------------------- | ---------------------------------------------------------------------------------------- | ---------------------------------------------------------------------------------------- | ---------------------------------------------------------------------------------------- |
| Nummer                                                                                   | 38                                                                                       | 49                                                                                       | uit                                                                                      |